# ティリガン
ティリガン（Tirigan、在位：紀元前22世紀末頃？）は、シュメール王名表によればグティ人の最後の王。ウルク第5王朝最後の王ウトゥ・ヘガルによって破られ、グティ時代は終わったとされる。
後代に作られた碑文によればティリガンはグティ王となった後チグリス川の両岸を支配し、畑を襲い、隊商から略奪し、自らに刃向かえる何者も存在しないとまで言った。しかしウルク王ウトゥ・ヘガルがエンリル神とイナンナ女神によってグティ人を倒すために選ばれ、彼によってティリガンはドゥブルムで敗れ捕虜となった。そしてグティ時代は終わったとされる。
この説話の史実性は明らかではない。実際にはグティ人の支配領域がシュメールの伝説よりずっと狭かったことが最近の研究でわかっている他、ウトゥ・ヘガルによるグティ人放逐の説話も同時代史料には登場しないなど、グティ人の実際の姿についても議論となっており、その王であるティリガンの実像もはっきりとはわからない。